# Chomutovo
Chomutovo (in russo Хомутово?) è un insediamento di tipo urbano della Russia europea sudoccidentale, situato nell'oblast' di Orël; è il centro amministrativo del rajon Novodereven'kovskij.
Si trova nel rialto centrale russo, a est di Orël.